# Ya te digo
Ya te digo fue un programa de televisión emitido en Neox los lunes en horario late night (alrededor de la 01h00) y estaba presentado por José Miguel Cruz e Isabel Marcos. Tenía también otros colaboradores: Valeriano Campillos, Carlos Garde, Pep Torres, Ares Teixidó y Carme Freixa. El programa se planteaba desde un punto de vista humorístico y pretendía entretener a los espectadores en el comienzo de la jornada.
En sus inicios, a finales de la década de 1990, fue un programa de radio que emitía Onda Cero, en horario nocturno a continuación de Supergarcía. Estaba dirigido por Alfonso Arús y colaboraban Albert Lesán, José Miguel Cruz, Toni de las Heras, Marc Guaita, David Muñoz, Andrés Torres, Óscar Pérez Dolz y Xavi Martín entre otros.
Tras algún cambio de nombre, de emisora y de horario pasó a ser un programa de radio matinal de Europa FM que se emitía de lunes a viernes de 6:00 a 10:00 horas. El programa era presentado por los mismos personajes que aparecían en televisión (José Miguel Cruz, Isabel Marcos y Valeriano Campillos). También tenían otros colaboradores como Carlos Garde, Toni de las Heras o David Guapo. Cada día se leían los mensajes enviados por los oyentes y que tenían que ver con un tema en concreto e intercalaban música y el pronóstico meteorológico entre secciones.

## Equipo del programa
- José Miguel Cruz. Presentador y conductor del programa. Aparte de conducir el programa, participa de forma directa como si de un personaje se tratara, en los siguientes espacios: Misión imposible, “si la haces la pagas”, el espacio de Carlos Garde, tiene un feed back, y es el público que nos envía, de qué forma Cruz debe “pagar” su prenda particular, en caso de que Garde consiga su objetivo.

- Isabel Marcos. Copresentadora del programa. Es también una de las contertulias en la sección Sexpresate junto a Ares Teixidó y Carme Freixas.

- Valeriano Campillos. Es la voz de la experiencia. Nos acompaña a través del programa, en todas las intervenciones en que necesitemos su presencia. Es la clave según el guion de cada episodio.

- Toni de las Heras. Montador musical del programa y presenta la sección de televisión

- Pep Torres. Entra y sale en su sección, si el guion no lo requiere no tiene que volver más al plató.

- Ares Teixidó. Entra en la sección de REPA-S.O.S, en el momento que tenga que entrar el reportaje o bien la encuesta.

- Carlos Garde. Con él pasamos en dos o tres ocasiones por plató desde los VTRs en que ha grabado su Misión Imposible.

- Carme Freixa. Es la experta que nos cuenta todos los intríngulis del mundo sexual.
- Julio Barroso. Periodista. Cada semana hablaba de cuestiones relacionadas con el mundo paranormal, sucesos y criminales en serie.

## Secciones
Algunas secciones son compartidas por el programa de radio y el de televisión:
- Buscando la luz: cada día el Padre Dalmau, intenta poner en marcha una seudo-sección religiosa con una broma telefónica

- Misión imposible: Cada día, el colaborador Carlos Garde tiene que superar una misión

- Televisión: Toni de las Heras, presenta la sección televisiva y es el técnico y montador musical del programa.

- Las noticias que nos la pelan: Repaso a las noticias con menos interés del día

- El monólogo de Valeriano: Valeriano Campillos reflexiona a diario sobre un tema concreto

- Marta para los amigos, Martación para el resto de población, se encarga de La Encuesta. Con un micrófono en sus manos y la pregunta que sale de su boca demuestra que los extremos, cada vez más, se tocan.

- Concurso Si Fuera...: Tienen un fragmento de voz de un famoso y hay que adivinar de quién se trata. Ellos ayudan dando pistas con la fórmula del "Si fuera" que tan famoso hiciera la gran diva Rafaella Carra. En antena es posible preguntar a cualquiera de ellos el si fuera que se te pase por la cabeza (si fuera comida, ciudad, canción...). Si se acierta, entregan el dinero que haya en el bote y si no, cada día añaden 60 euros más.
- Enigmas y misterios: Sección conducida por el periodista Julio Barroso sobre temas paranormales y criminales en serie.

- En La Gran Cita el sueño de conocer algún famoso puede hacerse realidad. Cada viernes ofrecen la oportunidad de conocer al famoso predilecto y todo el país será testigo de excepción de ese esperado encuentro.

Además, Alberto García trae cada media hora un breve resumen de la actualidad, eso siempre que le dejen los alocados personajes Koldo el Bricomaníaco, Fríker Jiménez, Rapatero... 